# Боггіс
Боггіс або Бодогізель (*Boggis, Bohggis, Bodogisel, д/н — після 660) — герцог Аквітанія у 632—660 роках.

## Життєпис
Походив з впливового сакського роду. Син Егіни (Егхіни), одного з дуксів Васконії. Дата народження невідома, за деякими припущеннями, на початку 600-х років (є версія, що 626—628 років). Після шлюбу його сестри з Харібертом II, королем Аквітанії, у 629 році опинився при дворі останнього. Того ж року аквітанський король помер й Боггіс разом з сестрою Гізелою стали регентами при малолітньому королі Хільперіку. Того було повалено невдовзі війська Дагоберта I.
Після цього Боггіс іменується герцогом Аквітанії. Тому висловлюється думка, що він належав до місцевої або франкської знаті, яка допомогла Дагоберту I не особливо спротиву захопити Аквітанію. У 632—635 роках брав участь у війнах проти басків.
Втім, після смерті у 638 році Дагоберта I відбувається послаблення франкських держав, боротьба між їхніми королями. З цього скористався Боггіс, що став значною мірою самостійним. Ймовірно, до цього періоду належать оповідка, за якою нібито Боггіс є сином Харіберта II. Помер Боггіс близько 660 року.

## Родина
Його дружиною вважається Ода Свята, донька короля Хлотаря II. Можливо, їхніми синами були Луп I або Одо, герцоги Аквітанії.